# Nubo
 (février 2022).
Nubo est une coopérative belge qui vise à offrir des services numériques de base tels qu'un service de courrier électronique et un espace de stockage en ligne dit cloud computing respectueux de la vie privée. Ses serveurs informatiques fonctionnent de manière transparente et uniquement au départ de logiciels libres. L'objet social de la coopérative est de proposer une alternative aux géants du Web, ou GAFAM, en proposant des services locaux et respectueux de la vie privée.

## Services

### Courrier électronique
Nubo met à disposition de ses utilisateurs une boîte aux lettres électronique. Celle-ci est accessible soit via un portail de messagerie qui utilise le logiciel Roundcube, soit au moyen d'un client de messagerie en utilisant les protocoles POP ou IMAP. Les serveurs de messagerie mis en œuvre par la coopérative utilisent le logiciel Postfix pour le transfert du courriel via SMTP et Dovecot en tant qu'agent de distribution via les protocoles POP et IMAP.

#### Nom de domaine
Chaque utilisateur a la possibilité de créer une adresse électronique dans le domaine Internet de Nubo (@nubo.coop). L'utilisation d'un nom de domaine personnalisé est également possible, soit en liant un nom de domaine existant à son compte Nubo, soit en choisissant d'en acquérir un nouveau directement via Nubo. Dans ce dernier cas, le nom de domaine est enregistré chez le registraire Gandi.

#### Alias
Depuis le 2 mars 2022, les alias sont uniquement disponibles pour les adresses avec un nom de domaine personnalisé.

### Stockage de fichiers
Les utilisateurs disposent d'un espace de stockage, appelé « cloud ». Celui-ci est accessible depuis une interface Web fournie par le logiciel Nextcloud, mais permet aussi un accès distant via le protocole WebDAV.

### Carnet d’adresses
Nubo permet la gestion de plusieurs carnets d’adresses, accessibles depuis l’interface Web du cloud. Le carnet d'adresses par défaut est intégré dans le portail de messagerie de Nubo. L'utilisateur a aussi la possibilité d'accéder à ses carnets d'adresses via le protocole CardDAV, implémenté dans le logiciel Nextcloud.

### Services annexes
- partage de photos
- tâches
- sondages
- notes
- gestionnaire de dépenses partagées